# 长江新镖水蚤
长江新镖水蚤（学名：Neodiaptomus yangtsekiangensis）为镖水蚤科新镖水蚤属的动物，是中国的特有物种。分布于广东、广西、湖北、浙江、江苏、安徽等地，主要栖息于池塘、湖泊和河流中。